# Himerta bisannulata
Himerta bisannulata är en stekelart som först beskrevs av Thomson 1883.  I den svenska databasen Dyntaxa används istället namnet Himerta pfeifferi. Himerta bisannulata ingår i släktet Himerta och familjen brokparasitsteklar. Arten är reproducerande i Sverige. Utöver nominatformen finns också underarten H. b. anatolica.